# Liste der Kulturdenkmäler in Ayl
In der Liste der Kulturdenkmäler in Ayl sind alle Kulturdenkmäler der rheinland-pfälzischen Ortsgemeinde Ayl ein schließlich des Ortsteils Biebelhausen aufgeführt. Grundlage ist die Denkmalliste des Landes Rheinland-Pfalz (Stand: 8. Februar 2023).

## Einzeldenkmäler
| Bezeichnung                              | Lage                                                                         | Baujahr                    | Beschreibung | Bild                           |
| ---------------------------------------- | ---------------------------------------------------------------------------- | -------------------------- | --- | ------------------------------ |
| Bildstock                                | Ayl, Kirchstraße, gegenüber Nr. 17 Lage                                      | 1680                       | Kreuzigungsbildstock, bezeichnet 1680; Steinaltar, bezeichnet 1879 | Fotos hochladen                |
| Katholische Pfarrkirche St. Bartholomäus | Ayl, Kirchstraße Lage                                                        | 1845/48                    | Saalbau, Rundbogenstil, 1845/48, Architekt Johann Claudius von Lassaulx; bauliche Gesamtanlage mit Pfarrhaus von 1873/74 und katholischem Vereins- und Jugendhaus von 1929/33 | weitere Bilder Fotos hochladen |
| Altarkreuz                               | Ayl, Neustraße, an Nr. 6 Lage                                                | 1789                       | Altarkreuz, bezeichnet 1789 | Fotos hochladen                |
| Ayler Schloss                            | Ayl, Trierer Straße 23 Lage                                                  | Ende des 18. Jahrhunderts  | ehemaliges Hofgut des Trierer Domkapitels; klassizistisches Wohnhaus, Ende des 18. Jahrhunderts, neubarocke Erweiterung 1897; bauliche Gesamtanlage mit Park und Hof          | Fotos hochladen                |
| Wegekapelle                              | Ayl, Trierer Straße, zwischen Nr. 59 und 62 Lage                             | 19. Jahrhundert            | Wegekapelle; Holzkreuz, gusseiserner Korpus, 19. Jahrhundert | Fotos hochladen                |
| Quereinhaus                              | Ayl, Zuckerberg 3 Lage                                                       | Mitte des 19. Jahrhunderts | Quereinhaus, Mitte des 19. Jahrhunderts | Fotos hochladen                |
| Lambertskirchhof                         | Ayl, südöstlich des Ortes am zur Saar abfallenden Rand des Hochplateaus Lage |                            | ummauerter Kirchhof mit Kapelle, neuromanisches Grabmal Görtz, 19. Jahrhundert                                                                                                | weitere Bilder Fotos hochladen |
| Kriegerdenkmal                           | Biebelhausen, Biebelhausener Straße, auf dem Friedhof Lage                   | um 1920                    | kreuzförmiges Kriegerdenkmal 1914/18, um 1920 | BW                             |
| Bildstock                                | Biebelhausen, Saarburger Straße Lage                                         | frühes 19. Jahrhundert     | Kreuzigungsbildstock, frühes 19. Jahrhundert | Fotos hochladen                |
| Halfenstation                            | Biebelhausen, Saarburger Straße 26/26a Lage                                  | 1838                       | ehemalige Halfenstation; Quereinhaus und Stallgebäude, bezeichnet 1838 | BW                             |
| Katholische Filialkirche St. Josef       | Biebelhausen, Saarburger Straße 36 Lage                                      | 1852/59                    | neugotischer Saalbau, 1852/59, Dachreiter 1886 | weitere Bilder Fotos hochladen |
| Keltergebäude                            | Biebelhausen, Saarburger Straße, hinter Nr. 41 Lage                          | 1822                       | ehemaliges Keltergebäude, bezeichnet 1822, im Kern wohl spätbarock | BW                             |